# Инструкция по бюджетному учёту
Инструкция по бюджетному учёту — это нормативный правовой акт, устанавливающий единый порядок ведения бюджетного учёта в органах государственной власти, органах управления государственных внебюджетных фондов, органах управления территориальных государственных внебюджетных фондов, органах местного самоуправления, бюджетных учреждениях, в органах, осуществляющих кассовое обслуживание исполнения бюджетов бюджетной системы Российской Федерации, а также в финансовых органах и органах управления государственных внебюджетных фондов и территориальных государственных внебюджетных фондов, осуществляющих составление и исполнение бюджетов.

## История изменения Инструкции по бюджетному учёту
- 1987—1993 — действовала Инструкция по бухгалтерскому учёту в учреждениях и организациях, состоящих на Государственном бюджете СССР, утверждённая Минфином СССР от 10 марта 1987 года № 61
- 1994—1999 — действовала Инструкция по бухгалтерскому учёту в учреждениях и организациях, состоящих на бюджете, утверждённая Приказом Минфина РФ от 3 ноября 1993 года № 122
- 1999—2005 — действовала Инструкция по бухгалтерскому учёту в бюджетных учреждениях, утверждённая Приказом Минфина РФ от 30 декабря 1999 года № 107н
- 2005 — действовала Инструкция по бюджетному учёту, утверждённая Приказом Минфина РФ от 26 августа 2004 года № 70н
- 2006—2008 — действовала Инструкция по бюджетному учёту, утверждённая Приказом Минфина РФ от 10 февраля 2006 года № 25н.[1]
- с 2009 года — действует Инструкция по бюджетному учёту, утверждённая Приказом Минфина РФ от 30 декабря 2008 года № 148н.[2]
- с 2011 года — действует Инструкция по бюджетному учёту, утверждённая Приказом Минфина РФ от 1 декабря 2010 года № 157н.[3]

## Значимые изменения
В Инструкции по бюджетному учёту, утверждённой Приказом Минфина РФ от 30 декабря 2008 года № 148н:
- добавлены счета для учёта сметных назначений и обязательств по приносящей доход деятельности
- предусмотрено использование 22 разряда номера счёта для отражения номера финансового года в целях обеспечения возможности трёхлетнего планирования
- добавлены счета для учёта имущества казны

С 2010 года, согласно приказу Минфина РФ от 30 декабря 2009 года № 152н, в Инструкцию № 148н были внесены изменения, которые состояли в следующем:
- добавлены счета для учёта движения денежных средств по обязательному медицинскому страхованию, пенсионному фонду;
- все расчёты по социальным нуждам, включавших ранее учёт средств по обязательному медицинскому страхованию, пенсионному фонду, заменяются на расчёты по обязательному социальному страхованию;
- исключены счета, отражающие безвозмездные поступления денежных средств от других бюджетов, поступлений от каких либо финансовых организаций;
- исключено понятие получателей бюджетных средств, используется понятие администратор бюджетных средств;
- введён счёт для отражения основных средств, стоимостью до 3000 рублей включительно, находящихся в эксплуатации.